# ناديجدا تشيشوفا
ناديجدا فلاديميروفنا تشيشوفا (الروسية: Надежда Владимировна Чижова) هي رامية جلة روسية سوفيتية ولدت في يوم 29 سبتمبر 1945 في مدينة أوسوليي-سيبيرسكويي في الاتحاد السوفيتي. أبرز إنجازاتها هو فوزها بالميدالية الذهبية في دورة الألعاب الأولمبية الصيفية 1972 في مدينة ميونخ، وفازت أيضاً بالميدالية الفضية في في دورة الألعاب الأولمية الصيفية 1976 في مونتريال وفازت بالميدالية البرونزية في الألعاب الأولمية الصيفية 1968 في مكسيكو. فازت أيضاً بأربعة ميداليات ذهبية في بطولات أوروبا لألعاب القوى. وتمكنت من تحطيم الرقم القياسي العالمي في سنة 1972. وأفضل رقم شخصي لها هو 21.20 متر في سنة 1973 في لفيف.